# Kaiserpalast Tokio

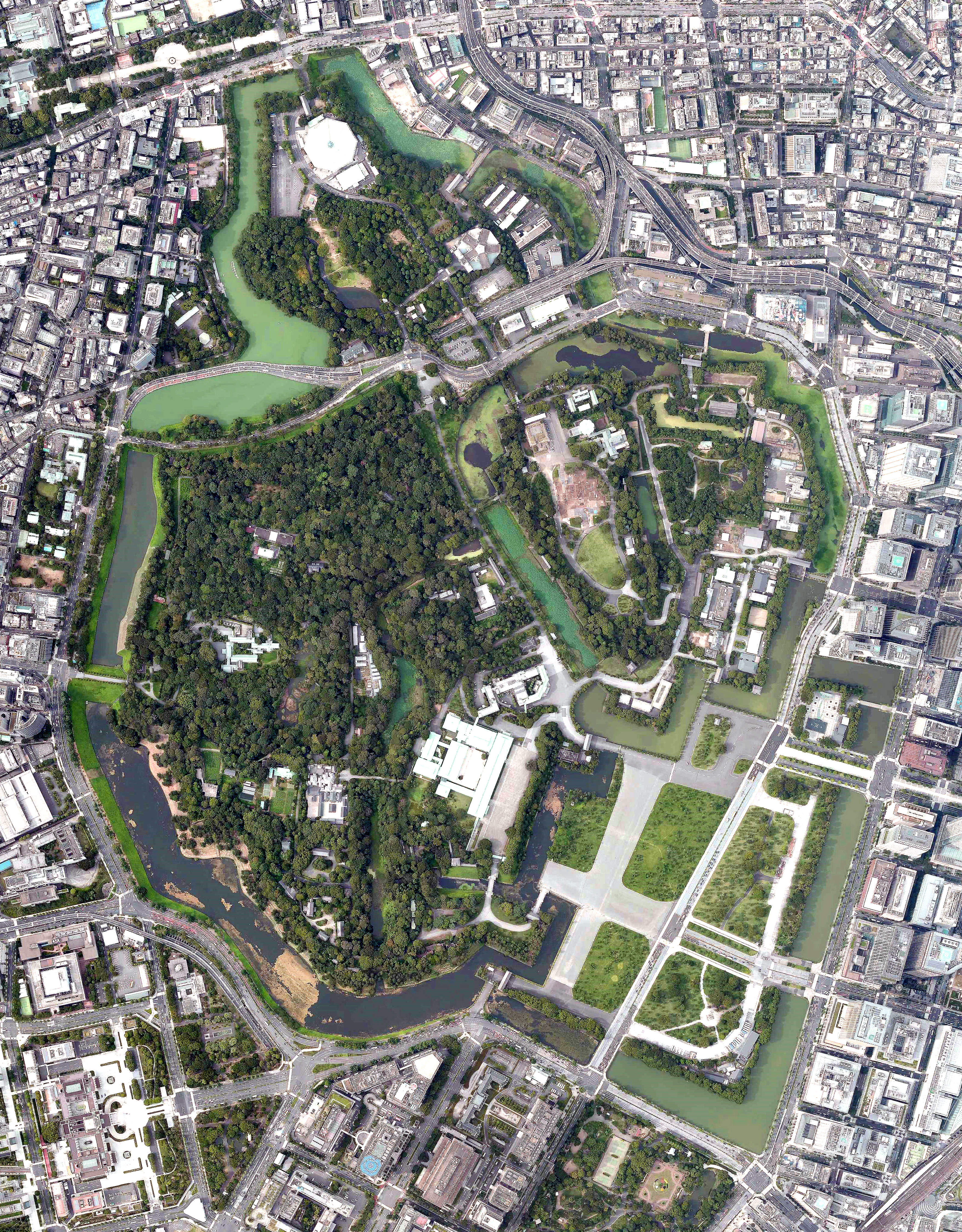
Luftbild des Kaiserpalastes, 2019

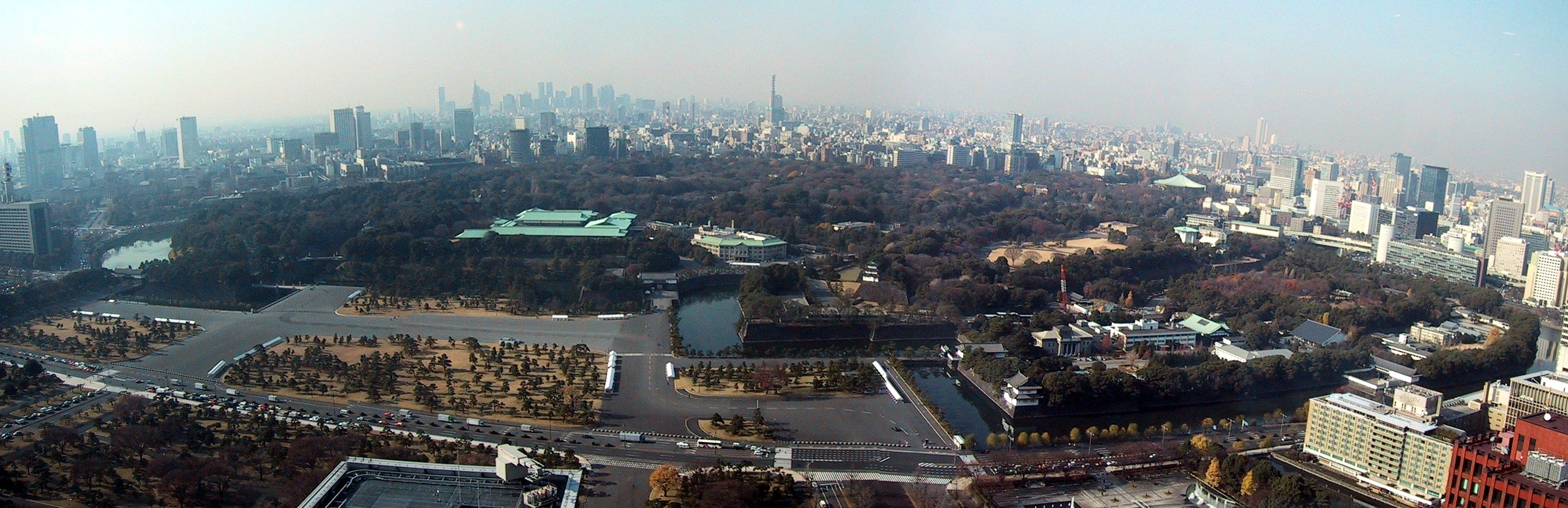
Panorama des Kaiserlichen Palastes in Tokio

Karte des Kaiserlichen Palasts in Tokyo

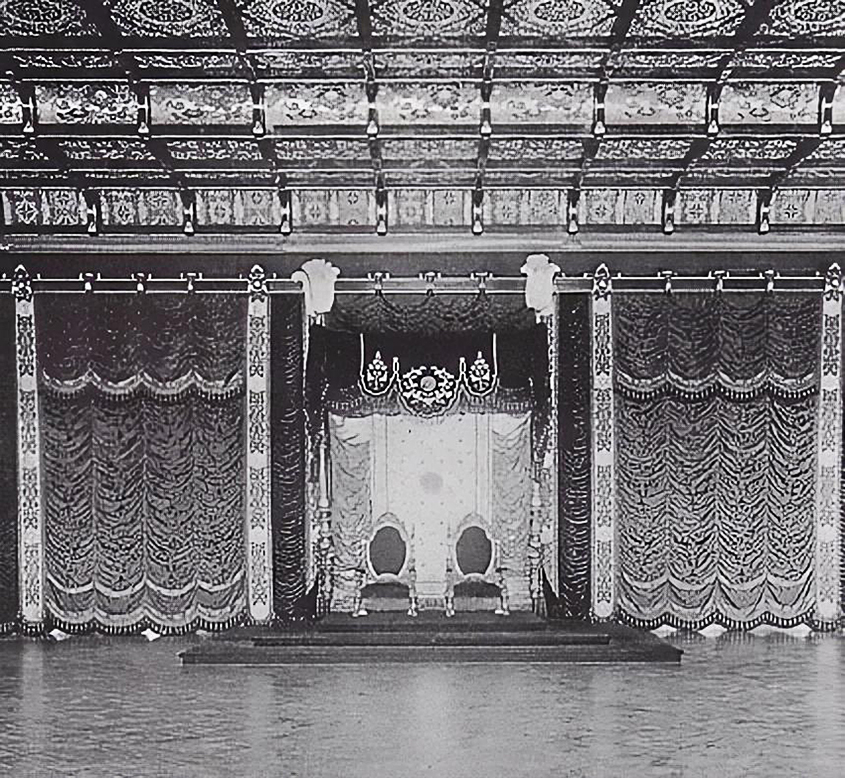
Thronsaal (im Zweiten Weltkrieg zerstört)

Der Kaiserpalast Tokio (japanisch 皇居, Kōkyo, wörtl. „Kaiserliche Residenz“) ist die Residenz des Tennō, des japanischen Kaisers. Die kaiserliche Residenz liegt auf dem ehemaligen Gelände der Burg Edo im heutigen Stadtteil Chiyoda des gleichnamigen Bezirks im Zentrum von Tokio.

## Entstehung
Nach der Meiji-Restauration und der Entmachtung des Shoguns wurde der Kaiserhof von Kyōto nach Edo verlegt, das in Tōkyō bzw. damals auch Tōkei („östliche Hauptstadt“) umbenannt wurde. Die Burg der Stadt, bis dahin Sitz der Tokugawa-Shogune, wurde am 26. November 1868 vom Kaiser besucht und in Tōkei-jō (東京城, dt. „Burg der östlichen Hauptstadt“) umbenannt. Am 9. Mai 1869 machte er die vom letzten Shogun genutzte Residenz im Westbezirk (Nishi-no-maru) zu seinem festen Sitz und benannte sie in Kōjō (皇城, dt. „Kaiserliche Burg“) um. Am 5. Mai 1873 brannte diese Residenz ab. Bis zur Fertigstellung der neuen Residenz an derselben Stelle im japanisch-westlichen Mischstil 1888, Kyūjō (宮城, dt. „Palastburg“) genannt, nutzte die kaiserliche Familie 15 Jahre lang die Kaiserliche Residenz Akasaka.
Im Zweiten Weltkrieg wurden die Gebäude durch Bomben zerstört. Den heutigen Namen bekam der Palast 1948. Bis 1968 wurde der Komplex in modernem Stil wieder aufgebaut. Architekt war Yoshimura Junzō.
Auf dem Gelände des Palastes befindet sich auch das Kaiserliche Hofamt.
Zur Zeit der japanischen Bubble Economy in den späten 1980er Jahren bis 1990 wurde das Palastgelände von 110 000 m2 als ebenso teuer bezeichnet wie der gesamte US-Staat Kalifornien.

## Zugang
Der Palast wird von der „kaiserlichen Palastpolizei“ bewacht. Der größte Teil des Palastes ist der Öffentlichkeit in der Regel nur nach Voranmeldung zu einer Besuchertour zugänglich. Die Gebäude selbst sind dabei nicht betretbar. Am Geburtstag des Kaisers (23. Februar) und an Neujahr (2. Januar) ist das innere Palastgelände ohne Anmeldung zugänglich. Die östlichen Gärten sind das ganze Jahr über geöffnet, außer montags und freitags sowie einigen speziellen Tagen.
Zum Kaiserpalast gelangt man über zwei Brücken: vom öffentlichen Vorfeld aus überquert man bei besonderen Anlässen (s. o.) von rechts nach links die steinerne Zweibogen-Brücke Seimon-ishibashi, passiert das Tor Nishi-no-maru Ōte-mon, überquert dann von links nach rechts die kurze, hochgelegene eiserne Brücke Nijūbashi. Diese Brücke wurde vom Deutschen Wilhelm Heise (1846–1895) konstruiert, der dafür von der japanischen Regierung mit einem Orden ausgezeichnet wurde. Nijūbashi heißt „Doppelbrücke“ und war ursprünglich der Name der hölzerneren Vorgängerkonstruktion, die als Doppelbrücke ausgeführt war. Im Sprachgebrauch werden heute auch beide Brücken zusammen als Nijūbashi bezeichnet, da aus bestimmten Perspektiven die vordere Steinbrücke und die hintere Eisenbrücke wie eine Doppelbrücke erscheinen.
Man passiert ein weiteres Tor und befindet sich dann vor dem Palast.

## Kyūchū sanden
Im Palast befinden sich die Kyūchū sanden (宮中三殿), die „drei Heiligtümer im Palast“, als persönliche Shintō-Schreine des Kaisers und seiner Familie. Diese sind:
- Kashiko-dokoro (賢所, „Ort der Ehrfurcht“), auch Naiji-dokoro (内侍所) und Unmei-den (温明殿) genannt, in dem sich eine Replik aus der Zeit des mythologischen Kaisers Sujin (1./2. Jahrhundert v. Chr.) des Spiegels Yata no Kagami befindet,[6] eines der drei Throninsignien Japans,
- Kōrei-den (皇霊殿, „Halle der kaiserlichen Ahnenseelen“), in der die Ahnen des Kaisers und der kaiserlichen Familie verehrt werden,
- Shinden (神殿, „Götterhalle“), wo die Tenjinchigi, die Kami von Himmel und Erde, verehrt werden.